# Dalhem
Dalhem (in vallone Dålem) è un comune belga di 6 585 abitanti, situato nella provincia vallona di Liegi.